# Clifford Etienne
Clifford Etienne (Lafayette, 9 marzo 1970) è un ex pugile statunitense.

## Biografia
Soprannominato «The Black Rhino», è stato condannato ad una pena reclusiva di 105 anni. Nel 2005 fu infatti arrestato per una rapina a mano armata, il furto di un'automobile e il tentato omicidio di un poliziotto. Il processo, l'anno seguente, lo condannò a 150 anni di reclusione, in seguito ridotti a 105. Nel novembre 2015, in carcere, fu vittima di un'aggressione che per poco non gli costò la vita. Condannato a 10 anni di prigione già nel 1998, era stato rilasciato sulla parola.

## Carriera
Durante gli anni di attività ha sostenuto 35 incontri, tra cui quelli con Mike Tyson e Nikolaj Valuev. Agli inizi del 2003 venne battuto da "Iron Mike" per k.o in appena 49", mentre la sconfitta con il russo chiuse la sua carriera. L'incontro venne combattuto nel maggio 2005, a 3 mesi dall'arresto e dalla successiva condanna.